# Liste de racines grecques (lettre Y)
Pour un article plus général, voir Racine grecque.
| Racine  | Origine grecque        | Sens                                     | Exemples de mots comportant la racine |
| ------- | ---------------------- | ---------------------------------------- | ------------------------------------- |
| -ydre   | ὕδωρ(Húdôr)            | Eau                                      | voir -hydro-                          |
| -yl-    | ὕλη (húlê)             | Forêt, taillis, bois, matière, substance | voir -hyl-                            |
| -yle    | ὕλη (húlê)             | Forêt, taillis, bois, matière, substance | voir -hyl-                            |
| -ylique | ὕλη (húlê)             | Forêt, taillis, bois, matière, substance | voir -hyl-                            |
| you-    | Γῆ (Gẽ) ou Γαῖα (Gaïa) | Terre (déesse)                           | voir -géo-                            |
| ypo-    | ὑπό (hypó)             | Au-dessous                               | voir hypo-                            |
| yu-     | Γῆ (Gẽ) ou Γαῖα (Gaïa) | Terre (déesse)                           | voir -géo-                            |